# داتاتريا
داتاتريا (بالسنسكريتية: दत्तात्रेय)‏، و(بالإنجليزية: Dattatreya)‏، هو تمثل سنياسي (راهب) وأحد سادات اليوغا، وقد قُدِّسَ من حيث اعتباره إلهًا هندوسيًا. وفي ولاية ماهاراشترا، وغوا، وأندرا براديش، وتيلانجانا، وكارناتاكا، وجوجارات، وماديا براديش، يُعرف باسم "تريناث، وهو صورة رمزية للآلهة الهندوسية الثلاثة: براهما، وفيشنو، وشيفا، وهم المعروفين تحت اسم تريمورتي.